# Salix farrae
Salix farrae är en videväxtart som beskrevs av John Ball. Salix farrae ingår i släktet viden, och familjen videväxter. Inga underarter finns listade i Catalogue of Life.